# Cellana

Cellana es un género de caracoles marinos o lapas, moluscos gasterópodos marinos de la familia Nacellidae, las verdaderas lapas.

## Distribución
Este género se encuentra en los océanos Indo-Pacífico templados y tropicales, Hawái (donde se les conoce como ‘opihi y se los considera un manjar) y alrededor de Australia y Nueva Zelanda. Las especies también se encuentran alrededor de las costas de Japón, el Mar Rojo, Mauricio, Madagascar, Sudáfrica y las islas subantárticas. Una especie, Cellana radiata, es cosmopolita.
Estos caracoles marinos se alimentan pastando en macroalgas verdes que crecen en sustratos rocosos en la zona intermareal. Algunas de estas lapas pueden vivir hasta 7 años, sin embargo, la mayoría no pasa de los 2-3 años. Se reproducen al esparcir su puesta en grandes cantidades de huevos con yemas (entre 20000 para C. flava y C. denticulata y 230000 para C. ornata).

## Especies

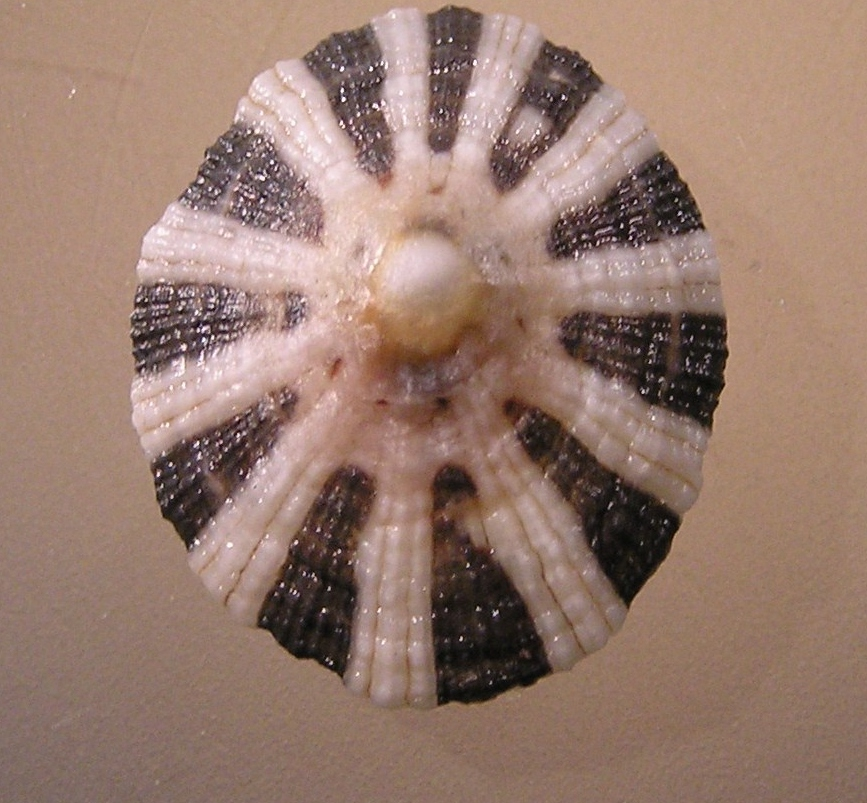
Cellana conciliata

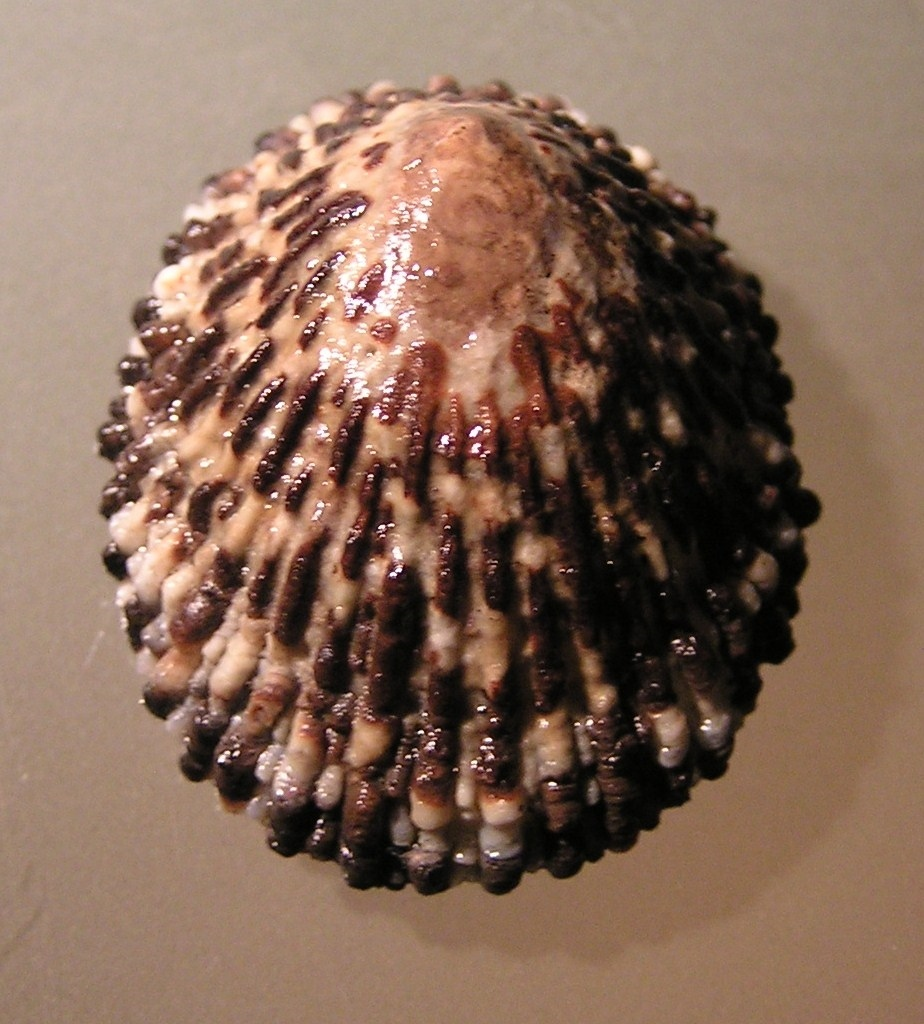
Cellana mazatlandica

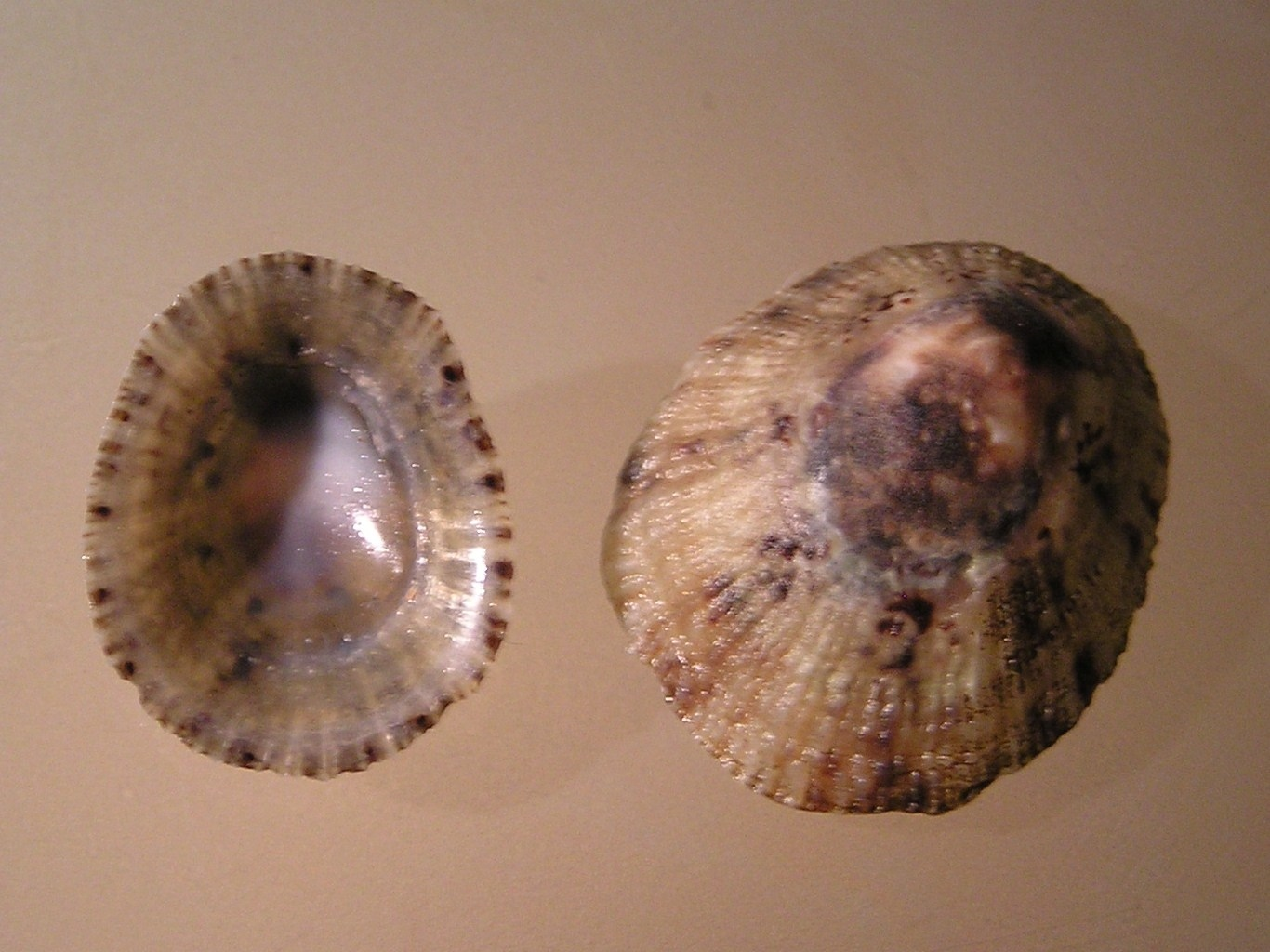
Cellana rota

Las especies dentro del género Cellana incluyen:
- Cellana analogia Iredale, 1940
- Cellana ardosiaea (Hombron & Jacquinot, 1841)
- † Cellana bosoensis Kase, T. Nakano, Kurihara & Haga, 2013
- Cellana capensis (Gmelin, 1791)
- † Cellana carpenteriana Skwarko, 1966
- Cellana conciliata Iredale, 1940    - Rainbow limpet
- † Cellana cophina Powell, 1973
- Cellana craticulata Suter, 1905
- † Cellana cudmorei Chapman & Gabriel, 1923
- Cellana cylindrica (Gmelin, 1791)
- † Cellana deformis (K. Martin, 1883)Powell
- Cellana denticulata Martyn, 1784
- Cellana dira (Reeve, 1855)
- Cellana enneagona (Reeve, 1854)
- Cellana eucosmia Pilsbry, 1891 (posiblemente sinónimo de C. grata)
- Cellana exarata -  opihi
- Cellana flava Hutton, 1873
- Cellana granostriata (Reeve, 1855)
- Cellana grata Gould, 1859
  - Cellana grata stearnsi Pilsbry, 1891
- † Cellana hentyi Chapman & Gabriel, 1923
- Cellana howensis Iredale, 1940 Indo-Pacific
- † Cellana igniculus Kase, T. Nakano, Kurihara & Haga, 2013
- † Cellana kamatakiensis Kase, T. Nakano, Kurihara & Haga, 2013
- Cellana karachiensis Winckworth, 1930 Mar Rojo
- † Cellana kobayashii Kase, T. Nakano, Kurihara & Haga, 2013
- Cellana livescens (Reeve, 1855)
- Cellana mazatlandica Sowerby, 1839
- Cellana melanostoma Pilsbry, 1891
- Cellana nigrolineata Reeve, 1854
- Cellana oliveri Powell, 1955
- Cellana orientalis (Pilsbry, 1891)
- Cellana ornata Dillwyn, 1817
- Cellana pricei Powell, 1973
- Cellana radians (Gmelin, 1791)
- Cellana radiata  I. von Born, 1778 
  - Cellana radiata capensis (Gmelin, 1791)
  - Cellana radiata radiata (Born, 1778)
- Cellana rota (Gmelin, 1791)
- Cellana sandwicensis (Pease, 1861)
- Cellana solida Blainville, 1825
- Cellana sontica Iredale, 1940
- Cellana stellifera Gmelin, 1791
- Cellana strigilis Powell, 1955
  - Cellana strigilis strigilis Hombron & Jacquinot, 1841
  - Cellana strigilis bollonsi Powell, 1955
  - Cellana strigilis chathamensis (Pilsbry, 1891)
  - Cellana strigilis flemingi Powell, 1955
  - Cellana strigilis oliveri Powell, 1955
  - Cellana strigilis redimiculum (Reeve, 1854)
- † Cellana taberna Powell, 1973
- Cellana taitensis Röding, 1798
- Cellana talcosa Gould, 1846
- Cellana testudinaria Linnaeus, 1758
- † Cellana thomsoni Powell & Bartrum, 1929
- Cellana toreuma Reeve, 1855
- Cellana tramoserica Holten, 1802
- Cellana turbator Iredale, 1940
- Cellana vitiensis Powell, 1973
- † Cellana yamamotoi Kase, T. Nakano, Kurihara & Haga, 2013

Las fuentes que se dan a continuación también mencionan las siguientes especies:
- Cellana ampla
- Cellana ardosioea Hombron & Jacquinot, 1841
- Cellana argentata Sowerby, 1839
- Cellana enneagona Reeve, 1854
- Cellana nigrisquamata Reeve, 1854 
  - Cellana profunda mauritiana Pilsbry, 1891

Especies puestas en sinonimia
- Cellana capensis (Gmelin, 1791): sinónimo de Cellana radiata(Nacida, 1778)
- Cellana cernica (Adams, 1869): sinónimo de Cellana livescens (Reeve, 1855)
- Cellana eudora Iredale, 1940: sinónimo de Cellana radiata orientalis (Pilsbry, 1891)
- Cellana garconi (Deshayes, 1863): sinónimo de Cellana livescens (Reeve, 1855)
- Cellana hedleyi W. R. B. Oliver, 1915: sinónimo de Cellana craticulata (Suter, 1905)
- Cellana laticostata (Blainville, 1825): sinónimo de Scutellastra laticostata (Blainville, 1825)
- Cellana sagittata  A. A. Gould, 1846 : sinónimo de Cellana vitiensis Powell, 1973
- Cellana scopulina W. R. B. Oliver, 1926: sinónimo de Cellana craticulata (Suter, 1905)
- Cellana vulcanicus W. R. B. Oliver, 1915: sinónimo de Cellana craticulata (Suter, 1905)